# مايكل أندروود (طبيب)
مايكل أندروود (بالإنجليزية: Michael Underwood)‏ (1736-1820) طبيب وجراح إنجليزي، ولد في ويست موليزي في سري، يُعد أندروود ممثلًا مناسبًا لتاريخ الطب وطب الأطفال لأنه قدم أول وصف معروف للعديد من أمراض الطفولة بما في ذلك شلل الأطفال.

## حياته العملية المبكرة
في عام 1783 نشر أول عمل له والذي كان عن قرح الساق وكتب فيه: «تم فحص ومقارنة طرق العلاج السابقة مع طريقة أكثر عقلانية وآمنة، مما يثبت أن العلاج المثالي قد يكون فعالًا -بدون راحة أو مخاض- أكثر من النظام الصارم في الاستخدام الشائع»، كما تضمن «مقدمة عن عملية التقرح وأصل القيح الصديد: والتي تضاف إليها تلميحات حول طريقة ناجحة لعلاج بعض الأورام الخبيثة وخراج الثدي والحلمات المؤلمة لدى النساء النفاس»، روحِعَ هذا العمل في The English Review وكُتِبت المراجعة بشكل إيجابي:

## أهم أعماله
في عام 1789 أصبح أول شخص يقدم وصفًا سريريًا لشلل الأطفال والذي أشار إليه على أنه «ضعف في الأطراف السفلية»، تم انتخابه لاحقًا عضوًا في الكلية الملكية للأطباء في لندن.
في عام 1796 تم اختيار أندروود طبيبًا مولدًا لولادة الأميرة شارلوت ويلز، في عام 1801 أصيب بالمرض وتقاعد من مهنته، كان ذلك الوقت صعبًا اقتصاديًا بالنسبة له، ولكن كرجل دين استعاد فيما بعد لهجته الصحية، وكان قادرًا على تحقيق آمال وتعازي الإنجيل.

## نُشر بعد وفاته
في عام 1824 تم نشر مجموعة من الأفكار من مذكراته بعد وفاته لصالح ابنته الأرملة، كان الاسم الكامل لهذا الكتاب مقتطفات من يوميات الراحل مايكل أندروود دكتوراه في الطب، ملاحظات نقدية وعملية على مقاطع مختلفة من الكتاب المقدس، مقالات متنوعة وترانيم عرضية، ورد في مراجعة تسجيل أحداث الأدب أن: 
 أن المذكرات تحتضن فترة تزيد عن ستين عامًا، كان خلالها يلتوم دكتور أندروود بالورق كل يوم لإشباعه الشخصي، تم إدخال جميع ظروفه الداخلية وزياراته المهنية وانطباعاته الدينية وواجباته المسيحية في كتاب يومي دون أي اعتبار للنظام أو الترتيب 
 وصفت مراجعة للكتاب في المستودع الشهري الطبيب بأنه «رجل ذو تقوى مخلص وعميق، كانت عقيدته شديدة الكالفينية»، قيل أن العمل كان حزينًا في بعض الأحيان، وقالت مراجعة أخرى في الجريدة الأدبية بلندن أن «كاتبه يبدو أنه طغى على ذهنه وحيره من خلال التأمل الميتافيزيقي المؤلم لأعظم الألغاز الدينية؛ لكنه يعرض مسيحيًا إذا والقلق الشديد للوصول إلى الحقيقة وإرضاء روحه».
دفن مايكل أندروود في تابرناكل وايتفيلد في توتنهام كورت رود في لندن.

## أعماله
- علاج تقرحات الساقين، القروح الدقيقة والخراجات الثديية (1783)
  - انظر المسالك الجراحية التي تحتوي على أطروحة حول تقرحات الساقين (1788).
- رسالة في أمراض الأطفال: مع إرشادات لإدارة الرضع ؛ (1835)، الطبعة التاسعة مع ملاحظات مارشال هول - (نُشر في الأصل عام 1789)
- مقتطفات من مذكرات الراحل مايكل أندروود، دكتوراه في الطب (1824)

## روابط خارجية
- مايكل أندروود، دكتوراه في الطب (1737–1820): طبيب لندن.
- Traité سور ليه الأمراض قصر enfans (1803) - (الترجمة الفرنسية لأطروحته).
- Tratado sobre las ulceras de las piernas: donde se examinan con sinceridad todos los métodos curativos que hasta ahora se han empleado، y se cotejan con otro mas racional y mas seguro (1791). مانويل غونزاليس، جيرونيمو مونيوز كوريا (الترجمة الإسبانية لرسالته ]